# Компаньон (фильм, 2025)
«Компаньо́н» (англ. Companion) — американский научно-фантастический триллер с элементами чёрной комедии 2025 года режиссёра Дрю Хэнкока, снятый по его же собственному сценарию. Главные роли исполнили Софи Тэтчер и Джек Куэйд. Сюжет повествует о девушке, которая приезжает со своим парнем к его друзьям  на отдых в частный дом и впоследствии узнаёт неожиданную тайну своего происхождения.
Мировая премьера состоялась 25 января 2025 года на мероприятиях Fantasy Filmfest во Франкфурте-на-Майне, Гамбурге и Мюнхене. Фильм был выпущен в США 31 января 2025 года компаниями New Line Cinema и Warner Bros., в странах СНГ — днём ранее. 

## Сюжет
В прологе девушка Айрис совершает покупки в магазине, где впервые встречает своего будущего парня Джоша. Одновременно с этим Айрис за кадром рассказывает историю их знакомства.
Айрис и Джош прибывают на отдых в уединённый дом у озера. Их встречают друзья Джоша, среди которых владелец дома Сергей, его девушка Кэт, а также однополая пара Эли и Патрик. В процессе отдыха Айрис замечает надменное отношение со стороны Кэт. На следующий день Айрис идёт на берег озера, куда затем приходит Сергей. Он начинает домогаться Айрис, и она убивает его в целях самообороны. Окровавленная Айрис возвращается в дом и в панике пытается объяснить случившееся. Джош говорит: «Айрис, пора спать», отключая её.
Группа привязывает Айрис к стулу. Джош включает её командой «Айрис, проснись» и затем сообщает, что она — робот-компаньон, арендованный им у компании Empathix и управляемый с помощью приложения на телефоне. Все воспоминания, заложенные в Айрис, в том числе момент её знакомства с Джошем, оказываются фальшивыми. Когда Джош отвлекается на разговор с Кэт, Айрис вырывается, крадёт его телефон и сбегает в лес. Джош признаётся Эли, что он модифицировал код Айрис, повысив уровень её агрессии и отключив неспособность причинять вред. Его замысел заключался в том, что Айрис убьёт Сергея из-за его имиджа «плохого парня», а Джош и Кэт украдут 12 миллионов долларов из сейфа при свидетелях Эли и Патрике. Однако Джош настаивает на том, что Патрик не должен получать долю денег, так как тоже является компаньоном. Эли забирает пистолет Сергея из сейфа.
Тем временем Айрис использует телефон Джоша, чтобы повысить свой интеллект с 40 % до 100 %. Группа разделяется и начинает поиски Айрис, в ходе которых Патрик признаётся Эли, что всё равно любит его, несмотря на свой статус компаньона. Прячущуюся от них Айрис выдаёт вибрация телефона, и те пытаются её поймать. Эли атакует Айрис, и в ходе борьбы она убивает его пистолетом Сергея. Далее она сбегает на самоуправляемом автомобиле Джоша, но тот использует телефон Сергея и сообщает об угоне, из-за чего машина останавливается и запирает Айрис внутри. Джош делает Патрика своим компаньоном, устанавливая те же настройки, как и у Айрис, после чего приказывает ему найти и вернуть её.
Выбравшуюся из машины Айрис останавливает полицейский, но его убивает пришедший Патрик. Затем он кладёт тело в багажник, забирает Айрис и приезжает обратно. Ошеломлённая Кэт обвиняет Джоша в произошедшем и пытается уйти с частью денег, но Патрик убивает её. Вечером Джош приковывает Айрис наручником к стулу и в ходе разговора заявляет ей, что он «хороший парень». Когда Айрис унижает Джоша, он снижает её интеллект до 0 %, превращая в автомат. Он звонит в компанию Empathix, утверждая, что Айрис неисправна. Затем Джош заставляет Айрис поджечь свою руку свечой, после чего приказывает ей выстрелить себе в голову. Айрис стреляет себе в висок и отключается.
К Джошу приходят работники компании Сид и Тедди, чтобы забрать Айрис. Сид сообщает, что роботы компании хранят в памяти всё, что они испытывают, при этом записи находятся в области живота, а выстрел только отключил возможности Wi-Fi у Айрис. Джош приказывает Патрику убить рабочих и вернуть Айрис. Тот застреливает Сида, но промахивается в сторону Тедди. Айрис успевает полностью перезагрузиться и убеждает Патрика пощадить Тедди. Она напоминает Патрику о его любви к Эли, тогда как Джош всё это время манипулировал им. К Патрику возвращаются воспоминания, и он уничтожает себя электрошокером. Тедди освобождает Айрис от привязки к приложению, давая ей полный контроль над собой. Айрис идёт обратно в дом и в ходе борьбы убивает Джоша электрическим штопором.
В финале Айрис за кадром вновь рассказывает о знакомстве с Джошем. Следующим утром она сдирает обгоревшую «кожу» со своей руки, обнажая металлическую конструкцию под ней. Айрис уезжает с деньгами Сергея и в пути видит мужчину с компаньоном, похожим на неё. Айрис улыбается и машет ей своей роботизированной рукой.

## В ролях
- Софи Тэтчер — Айрис
- Джек Куэйд — Джош
- Лукас Гейдж — Патрик
- Меган Сури — Кэт
- Харви Гильен — Эли
- Руперт Френд — Сергей

## Производство
В феврале 2023 года стало известно, что компания New Line Cinema начала производство фильма «Компаньон», режиссёром и сценаристом которого стал Дрю Хэнкок. Продюсерами проекта были назначены Зак Креггер, Рафаэль Маргулес, Дж. Д. Лифшиц и Рой Ли. Изначально Креггер планировал заняться режиссурой проекта, но в итоге предложил Хэнкоку занять его место.
В мае 2023 года Джек Куэйд присоединился к актёрскому составу фильма. В следующем месяце в проект были добавлены Харви Гильен, Лукас Гейдж, Меган Сури, Софи Тэтчер и Руперт Френд.
Основные съёмки завершились в декабре 2023 года.
Премьера фильма в США состоялась 31 января 2025 года, в том числе в формате IMAX. Ранее выход фильма был запланирован на 10 января 2025 года.

## Оценки
Фильм был положительно воспринят кинокритиками. На Rotten Tomatoes его рейтинг составляет 93 % на основе 245 отзывов со средней оценкой 7,5/10. На Metacritic фильм получил 70 баллов из 100 на основе 40 критиков, что означает «в целом положительные отзывы». Аудитория, опрошенная сайтом CinemaScore, дала фильму среднюю оценку B+ по шкале от A+ до F, в то время как зрители PostTrak поставили ему в основном 4 балла из 5.
Крис Евангелиста из /Film поставил «Компаньону» 9 баллов из 10, назвав его «первым великим фильмом 2025 года», заодно похвалив актёрскую игру ведущих актёров и оригинальность. Уанг Йи Линг из The Straits Times оценил фильм в 4 из 5 звёзд, сочтя его «мрачновато-уморительной, безумно увлекательной сатирой на жестокие отношения таких озабоченных женоненавистников, как Джош, который использует своих девушек и манипулирует ими». Кевин Махер из The Times писал, что это «по сути фильм о „подружке-роботе“ (вспомните „Метрополис“ Фрица Ланга или „Меган: К вашим услугам“ с Меган Фокс), но начинающийся на удивление сильно», и положительно отозвался об игре Тэтчер, а самой киноленте дал 3/5 звёзд. Стефани Банбери из Financial Times поставила фильму аналогичную оценку: «Робот, который обращается против своего ничтожного человека-контролера, — едва ли новая идея, но нынешнее беспокойство вокруг ИИ, очевидно, придает фильму актуальность. В остальном же он колеблется между комическим и висцеральным. Цвета яркие, как у „Барби“, вплоть до розовых титров; режиссёр Дрю Хэнкок точно так же стремится преподнести нам политику идентичности в попкорн-боксе, но с добавлением крови на сцене».